# The Daily Bugle
The Daily Bugle (Дейли Бьюгл — с англ. Ежедневный горн), также известная как The DB — вымышленная нью-йоркская ежедневная газета-таблоид во вселенной Marvel Comics. Известна, в первую очередь, тем, что одним из её сотрудников является Человек-паук. В комиксах впервые появилась в The Amazing Spider-Man #1 (1963 год); при этом первое упоминание о ней встречается в The Fantastic Four #2 (1962 год). В 2002 году газета появилась в фильме «Человек-паук»; впоследствии фигурировала в ряде других фильмов вселенной Marvel.
Газета не имеет аналогов в реальном мире, однако её стиль напоминает стиль двух известных нью-йоркских таблоидов — Daily News и New York Post.

## Вымышленная история

### Создание и основы редакционной политики
Согласно истории, представленной в комиксах Marvel, The Daily Bugle была основана в 1898 году. Владельцем газеты является Джей Джона Джеймсон, глава издательского дома J. Jonah Jameson, Inc. В школьные годы Джеймсон работал в газете в качестве репортёра, а затем, получив наследство своего крёстного отца, приобрёл её в собственность. Под руководством Джеймсона, газета стала одним из самых популярных таблоидов Нью-Йорка. Кроме The Daily Bugle, J. Jonah Jameson, Inc. выпускает ряд других печатных изданий — в частности, посвящённый супергероям журнал The Pulse (англ. Пульс), глянцевый журнал Now (англ. Сейчас) и закрытый, к настоящему времени, женский журнал Woman (англ. Женщина) под редакцией Кэрол Денверс. Основным конкурентом The Daily Bugle является другой нью-йоркский таблоид — The Daily Globe; другими конкурентами являются Front Line, издаваемая Беном Урихом и Салли Флойдом, и The Alternative.
С 1936 года штаб-квартира J. Jonah Jameson, Inc расположена в здании на углу 39-й улицы и Второй авеню, Манхэттен. В прошлом это здание называлось Гудман-билдинг (англ. Goodman Building), после покупки Джеймсоном оно было переименовано в The Daily Bugle Building; визуально это здание напоминает Флэтайрон-билдинг из реального Нью-Йорка. В здании 46 этажей. При этом собственно помещения газеты занимают лишь пять из них, три этажа заняты редакцией, и ещё два — типографией; остальные помещения сдаются в аренду. На его вершине размещён логотип газеты размером в 30 футов (9,1 м.). В ряде выпусков комиксов (в частности, в The Amazing Spider-Man #105) редакция The Daily Bugle расположена по другому адресу — на углу Мэдисон-авеню и неопознанной улицы с номером в диапазоне от 50 до 59 (вторая цифра номера в комиксе не указана).
Газета известна анти-супергеройским уклоном своих публикаций; особенно часто в ней публикуется критика действий Человека-паука. Это связано, в первую очередь, с личной позицией Джеймсона — полновластного хозяина газеты, не терпящего никакой критики. Единственным сотрудником The Daily Bugle, позволяющим себе возражать Джеймсону, является её главный редактор Джозеф «Робби» Робертсон; с его же подачи был создан журнал The Pulse, а в газете начали время от времени публиковаться материалы, положительно характеризующие Человека-паука.
Попытка остановить критику Человека-паука со стороны газеты была предпринята Новыми Мстителями, заключившими с Джеймсоном договор: право на эксклюзивное освещения деятельности команды в обмен на прекращение критических публикаций. Однако на следующий день после заключения договора The Daily Bugle вышла с заголовком, критикующим Новых Мстителей: Росомаха был назван в нём убийцей в розыске, Женщина-паук — бывшим членом террористической организации, а Люк Кейдж — наркодилером. Таким образом, Джеймсон нарушил дух договора (прекращение критики супергероев), оставшись верным его букве (прекращение критики конкретно Человека-паука). Эти действия Джеймсона заставили Джессику Джонс продать серию эксклюзивных фото Человека-Паука одному из конкурентов The Daily Bugle.
После того, как репортёр газеты Питер Паркер признался, что является Человеком-пауком, The Daily Bugle подала на него в суд за мошенничество — так как он часто приносил в газету эксклюзивные снимки Человека-паука и получал за них вознаграждение. Однако впоследствии газета отозвала иск, так как была обвинена со страниц своего конкурента The Globe (и по информации, тайно поставленной последней репортёром The Daily Bugle Бетти Брант) в клевете.
Кроме супергеройской темы, газета также затрагивают темы коррупции и организованной преступности. Также она выступает в поддержку прав мутантов, за что активно критикуется противниками мутантов.

### The DB
После того, как Джеймсон перенёс сердечный приступ, едва не приведший его к смерти, его жена продала The Daily Bugle владельцу одного из конкурентов газеты — Декстеру Беннетту. Беннеттом газета была переименована в The DB — эта аббревиатура отсылала одновременно и к старому названию, и к инициалам нового владельца. Под руководством Беннетта газета стала ещё более жёлтой, что значительно уменьшило доверие к ней со стороны читателей. Многие журналисты старой The Daily Bugle, включая Питера Паркера, ушли из The DB в газету Front Line. Впоследствии офис The DB был разгромлен во время сражения между Человеком-пауком и его противником Электро.
Спустя некоторое время после вышеописанных событий Джеймсону, ставшему мэром Нью-Йорка, удалось вернуть контроль над своей старой газетой. Издателем и главным редактором восстановленной The Daily Bugle стал Робби Робертсон.

## Публикации в реальности
Marvel Comics неоднократно публиковали реальные номера The Daily Bugle в качестве рекламной акции. Первая подобная акция прошла в 1996 году, когда было издано три чёрно-белых выпуска газеты. Начиная с 2006 года Marvel публикует ежемесячные выпуски The Daily Bugle. Они использовались для целого ряда рекламных кампаний — в частности, для рекламы комиксов Гражданская война и День М; события этих комиксов описывались в них как происходящие в реальности. В 2007 году The Daily Bugle «освещала» Смерть Капитана Америки.

## Цитаты
В первом выпуске второго тома Беглецов Виктор Манча говорит о Человеке-Пауке:

«Единственные люди, думающие, что он преступник — это Fox News и The Daily Bugle. Последняя, если мне не изменяет память — наименее уважаемая газета в Нью-Йорке».
Оригинальный текст (англ.)The only people who think he's a criminal are Fox News and the Daily Bugle . And the Bugle is, like, the least respected newspaper in New York City